# Чемпионат мира по фехтованию 1957
Чемпионат мира по фехтованию 1957 года проходил с 14 по 28 сентября в Париже (Франция). Среди мужчин соревнования проходили в личном и командном зачёте по фехтованию на саблях, рапирах и шпагах, среди женщин — только первенство на рапирах в личном и командном зачёте.

## Общий медальный зачёт
| Место | Страна         | Золото | Серебро | Бронза | Всего |
| ----- | -------------- | ------ | ------- | ------ | ----- |
| 1     | Венгрия        | 3      | 3       | 1      | 7     |
| 2     | Италия         | 2      | 0       | 3      | 5     |
| 3     | СССР           | 1      | 2       | 0      | 3     |
| 4     | Франция        | 1      | 1       | 0      | 2     |
| 5     | Польша         | 1      | 0       | 1      | 2     |
| 6     | ФРГ            | 0      | 2       | 0      | 2     |
| 7     | Великобритания | 0      | 0       | 2      | 2     |
| 8     | Австрия        | 0      | 0       | 1      | 1     |
| Всего | Всего          | 8      | 8       | 8      | 24    |

## Медалисты

### Мужчины
| Дисциплина                  | Золото | Серебро | Бронза |
| --------------------------- | --- | --- | --- |
| Шпага Личное первенство     | Арман Муйяль | Дьёрдь Бараньи                                                                                               | Франко Бертинетти |
| Шпага Командное первенство  | Италия · Джорджо Анлезио · Франко Бертинетти · Джузеппе Дельфино · Джанлуиджи Саккаро · Карло Павези · Альберто Пеллегрино | Венгрия · Лайош Бальтхазар · Барнабаш Берженьи · Арпад Барань · Тамаш Габор · Ференц Чвиковски · Иштван Каус | Великобритания · Раймонд Харрисон · Генри Хоскинс · Майкл Ховард · Аллан Джей · Джон Пеллинг · Ральф Спроул-Болтон            |
| Рапира Личное первенство    | Михай Фюлёп | Марк Мидлер                                                                                                  | Аллан Джей |
| Рапира Командное первенство | Венгрия · Михай Фюлёп · Йозеф Дюрица · Ференц Цвиковски · Йенё Камути · Эндре Тилли                                        | Франция · Клод Бансилон · Бернар Боду · Роже Клоссе · Рене Куако · Кристиан д’Ориола · Клод Неттер           | Италия · Джанкарло Бергамини · Луиджи Карпанеда · Альдо Ауреджи · Витторио Лукарелли · Альберто Пеллегрино · Антонио Спаллино |
| Сабля Личное первенство     | Ежи Павловский | Рудольф Карпати                                                                                              | Тамаш Менделеньи |
| Сабля Командное первенство  | Венгрия · Аладар Геревич · Золтан Хорват · Рудольф Карпати · Йожеф Серенчеш · Пал Ковач · Тамаш Менделеньи                 | СССР · Леонид Лейтман · Евгений Череповский · Лев Кузнецов · Яков Рыльский · Давид Тышлер                    | Польша · Ежи Павловский · Войцех Заблоцкий · Зигмунт Павлас · Анджей Пионтковский · Мариан Кушевский · Рышард Зуб             |

### Женщины
| Дисциплина                  | Золото | Серебро                                                              | Бронза                                                                                                 |
| --------------------------- | --- | -------------------------------------------------------------------- | --- |
| Рапира Личное первенство    | Александра Забелина | Хайди Шмид                                                           | Ирене Камбер                                                                                           |
| Рапира Командное первенство | Италия · Ирене Камбер · Велледа Чезари · Бруна Коломбетти-Перончини · Кристиана Бортолотти · Леопольда Предароли · Енни Дзанелли | ФРГ Хельми Хёле Ильзе Кейдель Эльзе Оммерборн Хайди Шмид Хельга Штро | Австрия · Вальтраут Эберт · Хельга Гнауэр · Мария Грётцер · Луизе Грусс · Хельга Катляйн · Эллен Прайс |